# キルベガン蒸留所
キルベガン蒸溜所（キルベガンじょうりゅうしょ、英語: Kilbeggan  Distillery）はアイルランドのウェストミーズ県キルベガンのブロスナ川沿いにある蒸溜所。かつてはブルスナ蒸溜所（Brusna Distillery）やロックス蒸溜所（Locke's Distillery）とも呼ばれた。現在はサントリーグローバルスピリッツが所有している。
小型のポットスチルの蒸溜所で、1757年に蒸留のライセンスを得ており、その写しが現在も蒸溜所内でみることができる。

## 歴史

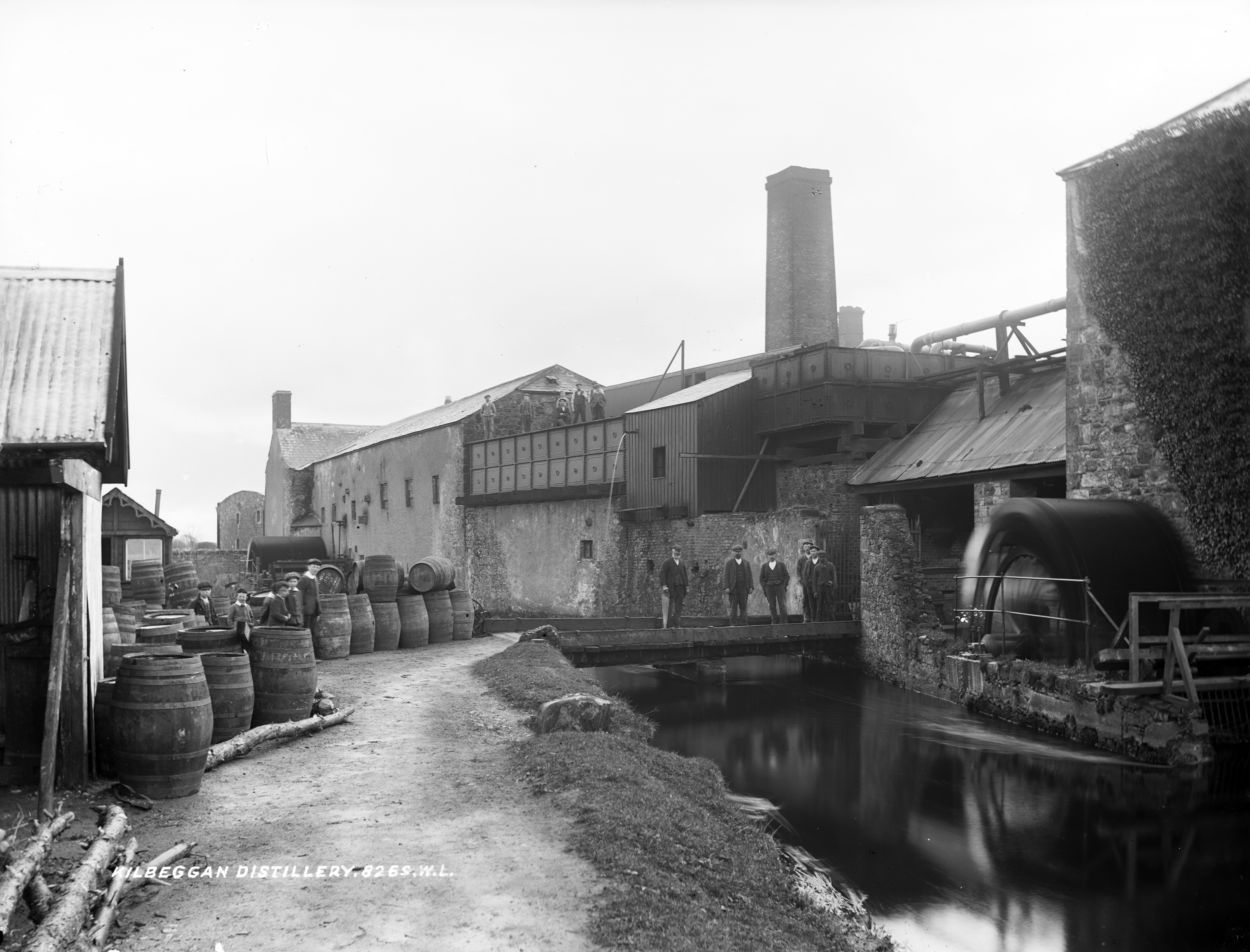
1900年代の蒸溜所

蒸溜所は1757年に設立され、1798年からその年のアイルランド人連盟の反乱に加担したとしてマリンガーで息子が処刑されたマシュー・マクマナス（Matthias McManus）が運営した。
1843年にはジョン・ロックが蒸溜所を手に入れ、1943年には孫娘のメアリー・エヴリンとフローレンス・エミリーの手に渡っていた。1920年代から1930年代の経済不況で蒸溜所は損害を受け、1947年に蒸溜所は売りに出され、スイスとオーストリアの詐欺師が関与するTransworld Trustが落札者となった。オリバー・J・フラナガンは議員特権下でフィアナ・フォイル党員がこの取引に関与していると申し立て、公聴会はこの主張をいくらか割り引いて聞き入れたものの、この問題は1948年アイルランド総選挙でのフィアナ・フォイル党の退潮につながった。
1954年3月19日、蒸溜所の生産は終了した。1957年には完全に閉鎖され、建物は荒廃することとなった。閉鎖から25年後、キルベガン自治体は蒸溜所を復元してウイスキー蒸溜所博物館として公開した。クーリー蒸溜所がキルベガンとロックスウイスキーのライセンスを購入し、後に博物館も引き継ぎ蒸溜所としての活動を再開させた。

## 現在

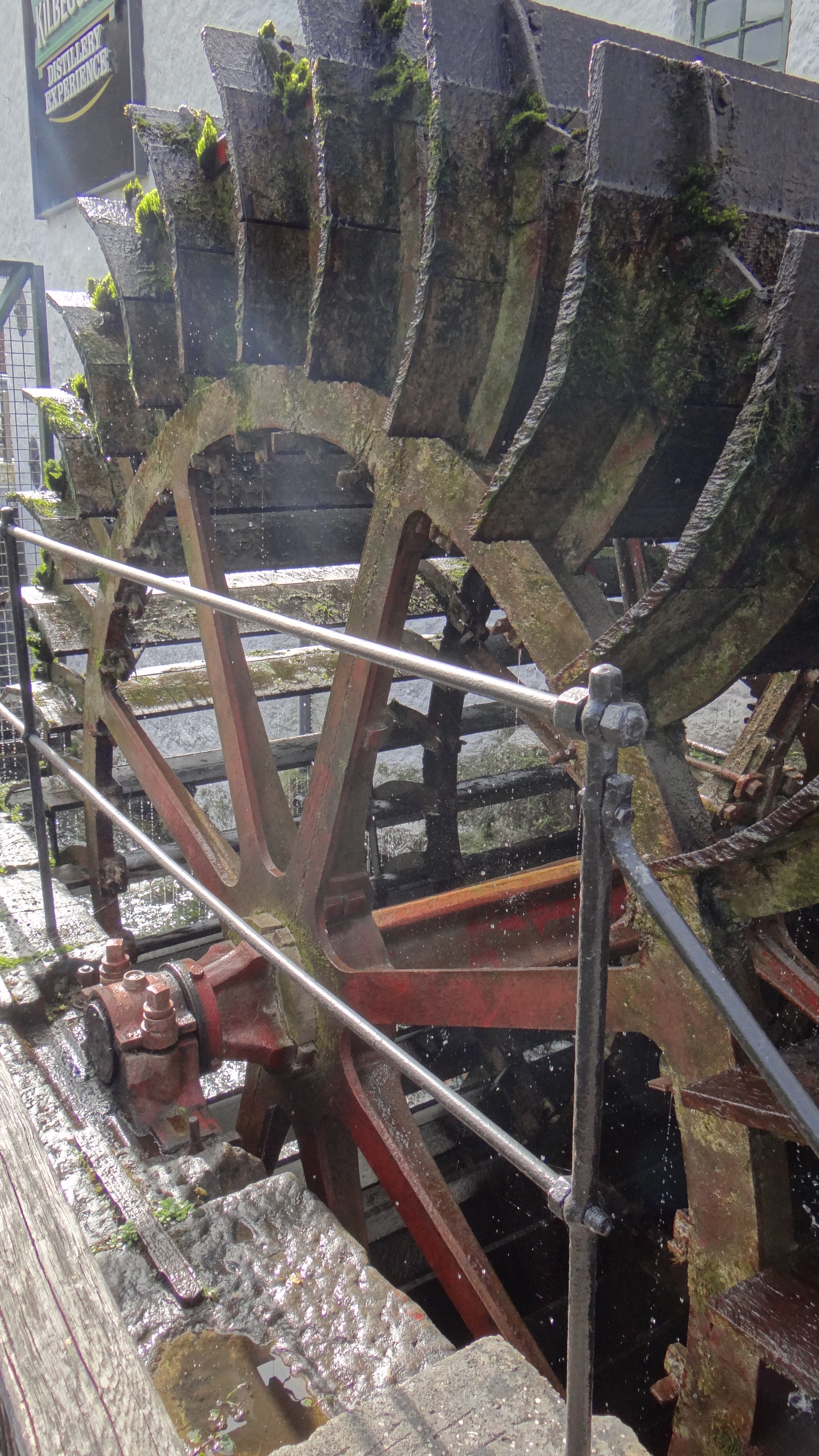
水車

蒸溜所はかつての運営時の必要性から川沿いの低い場所に立てられており、19世紀の水車がいまだに利用されている。スチームエンジンを稼動させて電力を得ることも出来るが、利用されることはまれである。また、「The Pantry Restaurant」も存在する。
ウイスキーの生産は蒸溜所の創建から250周年を迎えた2007年に再開された。同所で使われる2基の銅製ポットスチルの一つは1800年代初めに作られたもので、かつてはタラモア蒸溜所で利用されており、今日世界でウイスキーを生産するポットスチルでも最も古い物である。2010年にキルベガンは糖化槽と発酵槽を導入して完全な運営を再開した。
現在キルベガンで生産されているウイスキーは2014年まで販売は行われないが、現在もキルベガン蒸溜所のウイスキーとしてキルベガン、ロックス・ブレンド、ロックス・モルトハブの3銘柄のさまざまな熟成期間のものが販売されており、これらはラウス県のクーリー蒸溜所で作られ、キルベガンまで輸送された後、200年以上前に作られた花崗岩の貯蔵所に保管されて作られている。
2009年、蒸溜所は製造中の「新造スピリット」の1ヶ月、1年、2年ものの'3-pack'サンプルを発売している。(アイルランドでは、スピリッツ類が合法的にウイスキーと呼ばれるようになるまでには最低で3年の熟成が必要とされている。)
蒸溜所のビジターセンターは2008年のウイスキーマガジンのイコンス・オブ・ウイスキービジターアトラクション部門でノミネートされている。

## 註
1. 1 2  "Kilbeggan Distillery re-activated after 53 years", Athlone Advertiser, 23 March 2007
2. 1 2  Barnard, Alfred.  Whisky Distilleries of the United Kingdom. Birlinn, 1887.
3. ↑  Locks Distillery Museum
4. 1 2  Keogh, Dermot (2005-09-27). Twentieth-Century Ireland (New Gill History of Ireland 6): Revolution and State-Building – The Partition of Ireland, the Troubles and the Celtic Tiger. Gill & Macmillan. pp. 171–2. ISBN 9780717159437 2014年9月18日閲覧。
5. ↑  Cooley Irish Whiskey - Products
6. ↑  Whisky Magazine Icons of Whisky 2008